# Ptilinopus viridis
Ptilinopus viridis е вид птица от семейство Гълъбови (Columbidae).

## Разпространение
Видът е разпространен в Индонезия, Папуа Нова Гвинея и Соломоновите острови.